# Joaquim Cerveira de Albuquerque
Joaquim Basílio Cerveira e Sousa Albuquerque e Castro (Mogofores, 8 de Junho de 1853 — Lisboa, 1925), mais conhecido por Joaquim Cerveira de Albuquerque, foi um oficial de engenharia do Exército Português que exerceu importantes cargos políticos na Primeira República Portuguesa, entre os quais os de Ministro das Colónias (1912-1913) e de Ministro da Guerra (1914-1915).

## Biografia
Nasceu em Mogofores, filho de Joaquim Bazílio Cerveira de Sousa e de sua esposa Maria Carlota de Albuquerque. Depois de frequentar a Escola Politécnica de Lisboa, enveredou pela carreira militar, concluindo o curso de Engenharia da Escola do Exército. Foi oficial de Engenharia no Exército, tendo passado à reserva como oficial general. Ao longo da sua carreira foi considerado um excelente engenheiro, escolhido para professor da Escola de Guerra e no Instituto Industrial de Lisboa.
Aderiu ao ideário republicano, tendo após a implantação da República Portuguesa exercido as funções de deputado ao Congresso da República e liderado o Partido Republicano Democrático.
Foi por duas vezes Ministro das Colónias, tendo exercido o cargo de 29 de Janeiro a 16 de Junho de 1912, no 3.º governo da Primeira República, presidido por Augusto de Vasconcelos (substituindo Freitas Ribeiro) e novamente de 16 de Junho de 1912 a 9 de Janeiro de 1913 no 4.º governo da República, presidido por Duarte Leite. Neste último governo exerceu ainda interinamente as funções de Ministro do Fomento no período de 9 de outubro a 6 de novembro de 1912.
Voltou ao governo em 1914 ao ser nomeado Ministro da Guerra do 8.º governo da República, presidido por Vítor Hugo de Azevedo Coutinho, cargo que exerceu de 12 de Dezembro de 1914 a 24 de Janeiro de 1915.
Enveredou posteriormente pela administração colonial, tendo exercido as funções de Director-Geral das Colónias, de Secretário-Geral do Ministério das Colónias e vice-presidente do Conselho Colonial.